# Bělolist rolní

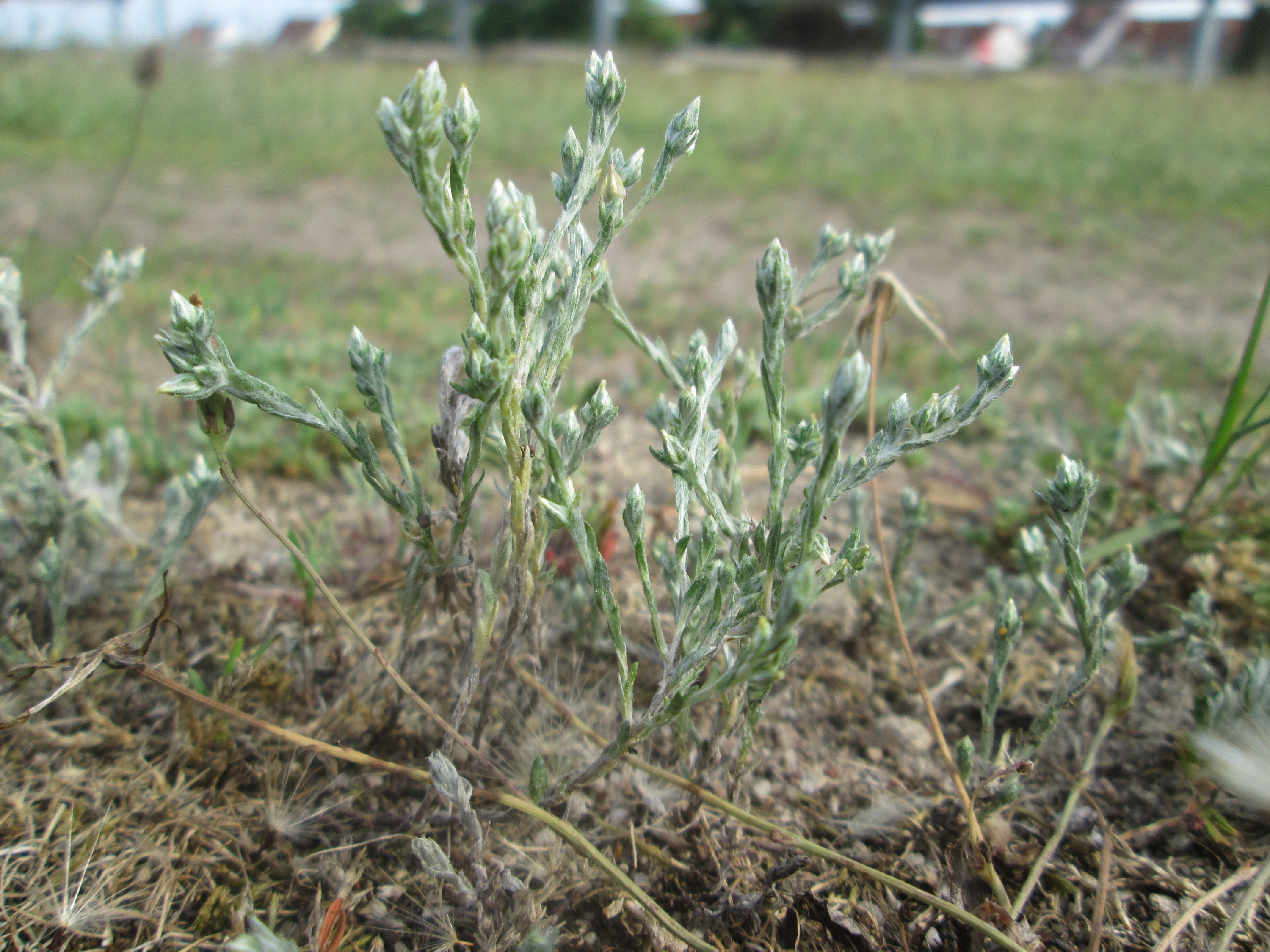
Větvené rostliny

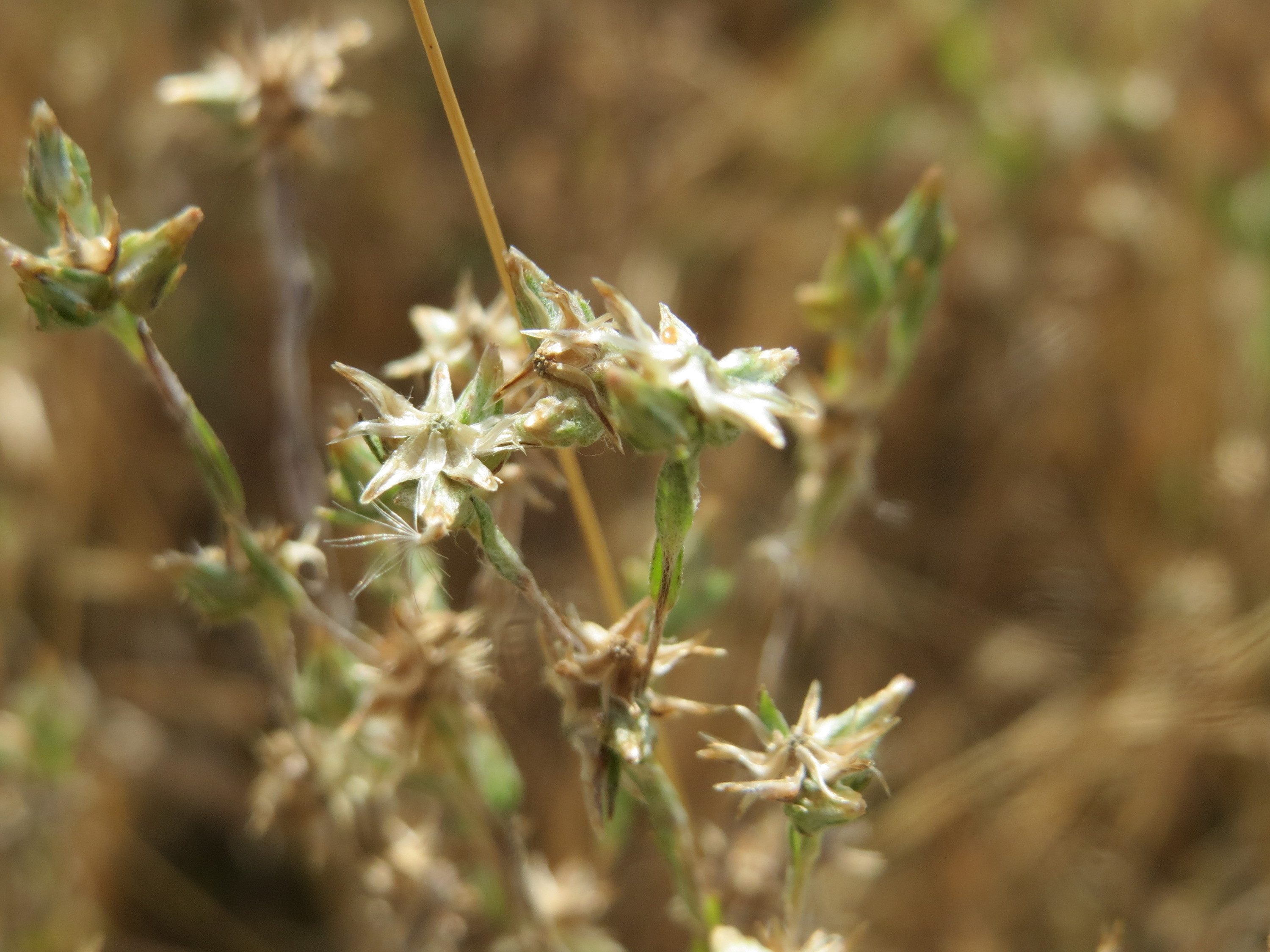
Hvězdicovitý zákrov

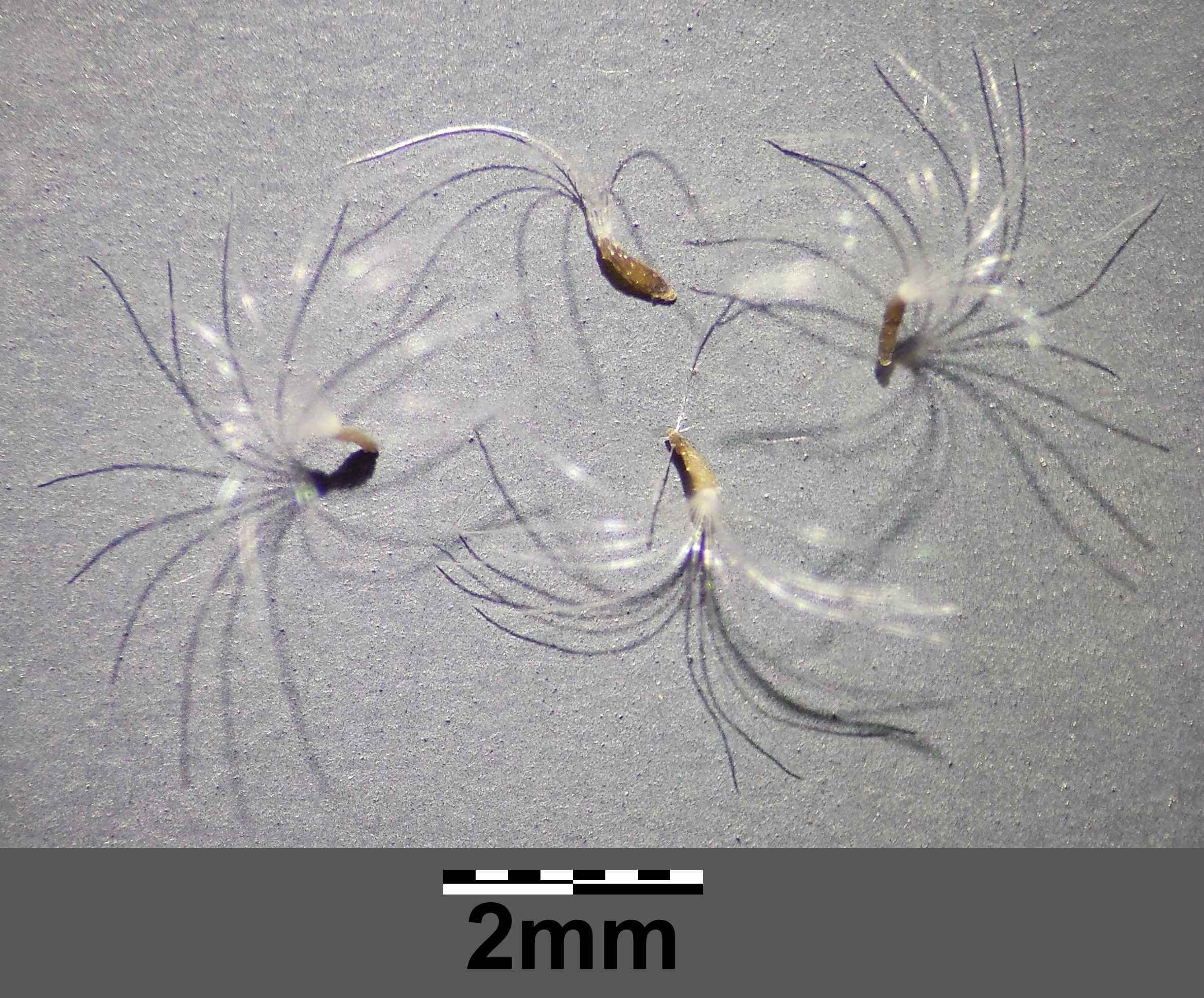
Nažky s chmýrem

Bělolist rolní (Filago arvensis) je jednoletá, 10 až 40 cm vysoká, planě rostoucí rostlina se šedoplstnatou lodyhou i listy. Je v české přírodě původní druh, jeho místa výskytu se však z české krajiny postupně vytrácejí, a je proto považován za rostlinu ohroženou vymizením.

## Rozšíření
Rostlina je původním druhem téměř v celé Evropě, vyjma západu Pyrenejského poloostrova a severních oblastí Skandinávie. Východním směrem její areál zabírá západní Asii, Blízký východ, Kavkaz, Sibiř, Střední Asii, Čínu, Mongolsko i severní území Indického subkontinentu, vyskytuje se také na severovýchodě Afriky a v Makaronésii.
Druhotně byl zavlečen do Severní Ameriky, kde roste na Aljašce, v západních oblastech Kanady a na severozápadě Spojených států.

## Ekologie
Jednoletý terofyt preferující teplé, v létě vysychavé, skeletové půdy s malým obsahem živin, které bývají písčité až štěrkovité, obsahují jen minimum humusu a mají mírně kyselou reakcí. Bylina roste po okrajích cest a polí, na suchých pastvinách, neúrodných kamenitých či písčitých stráních, mezích, úhorech, vřesovištích, náspech, v opuštěných písčitých lomech, případně i ve vinicích a řídkých borových lesích, nejčastěji na silikátovém podloží. Vyskytuje se převážně v nižších nadmořských výškách v nezapojeném porostu na slunném místě, ve vyšších polohách se objevuje pouze řídce, většinou jako důsledek krátkodobého zavlečení podél komunikace.
Jako plevelná rostlina vyrůstá na polích v pícninách a obilninách na místech, kde vlivem sucha a chudé půdy nedošlo k zapojení porostu a bělolist rolní tam i přes svůj slabý růstový potenciál vyklíčil a může se dále vyvíjet. Není příliš škodícím plevelem, je spíše indikátorem písčitých, nevápnitých a na živiny chudých půd. Bývá podle stanovištních podmínek značně proměnlivý ve velikosti a bohatosti květenství.
Kvete od července do října a plody dozrávají až do zámrazu. Počet chromozomů druhu 2n = 28 a stupeň ploidie x = 4.

## Popis
Šedoplstnatě chlupatá bylina bez mléčnic se vztyčenou jednoduchou, nebo od poloviny délky latnatě větvenou lodyhou 10 až 40 cm dlouhou, která vyrůstá z vláknitého kořene. Lodyha je hustě střídavě porostlá, oboustranně šedoplstnatými, přisedlými, celistvými listy, které jsou podlouhle kopinaté, na koncích krátce zašpičatělé a průměrně 5 až 15 mm dlouhé a 1 až 3 mm široké.
Úbory jsou podlouhle vejčité, asi 5 mm dlouhé a 3 mm široké, obsahují drobné žlutavé až načervenalé květy velké 2 až 3 mm a vyrůstají až po sedmi v řídkých přisedlých květenstvích kulatých klubkách. Klubka jsou kratší než podpůrné listeny a společně vytvářejí přetrhované vrcholičnatě či hroznovitě větvené květenství. Víceřadý zákrov úboru má čárkovité, na vrcholu tupé listeny střechovitě se kryjící, jež jsou obvykle bez lemu nebo jen s úzkým blanitým lemem a za plodu bývají hvězdicovitě rozložené. Květní lůžko je rozšířené, ploché či mírně vyklenuté, vyrůstají na něm trubkovité květy, převážně samičí s niťovitou korunou a čtyři až osm oboupohlavných květů s dlouhou korunní trubkou se čtyřmi cípy. Oboupohlavné květy mají pět tyčinek s prašníky a dvě čnělky s bliznami. Celkem nenápadné květy bývají opylovány mouchami nebo větrem, občas vznikají semena i bez opylení, apomixií.
Plody jsou obvejčité, nestejně tvarované nažky, z okraje květu jsou mírně prohnuté a ze středu zploštělé. Nažky z okrajových samičích květů jsou bez chmýru, středové, samičí i oboupohlavné květy mají chmýr složený z jedné řady kratičkých paprsků. Zralé nažky, částečně uzavřené v zákrovních listenech, jsou dlouhé 0,5 až 1 mm a bývají světle hnědé nebo šedé. Snadno opadávající chmýr s dvanácti až patnácti jemnými štětinkami je dlouhý 2 až 3 mm. Nažky jsou velmi lehké, jedna váží jednu až dvě setiny miligramu a jsou snadno roznášené větrem. Obvykle klíčí až následného roku na jaře, mnohdy hromadně.

## Ohrožení
V České republice se bělolist rolní vyskytoval v prvé polovině 20. století, s výjimkou horských oblastí, ještě poměrně hojně. Jako následek intenzifikace zemědělství a s ní spojené eutrofizace polí se však v současnosti počty vhodných stanovišť snižují a bylina z přírody ustupuje. Nejčastěji jej lze nalézt v jižních Čechách, na Blatensku a Třeboňsku, v posledních letech bývá pozorován častěji na synantropních než přirozených stanovištích. V „Červeném seznamu ohrožených druhů České republiky z roku 2017“ je zařazen mezi ohrožené druhy (C3), v Červeném seznamu IUCN je považován za druh téměř ohrožený (NT).